# GAC Emkoo

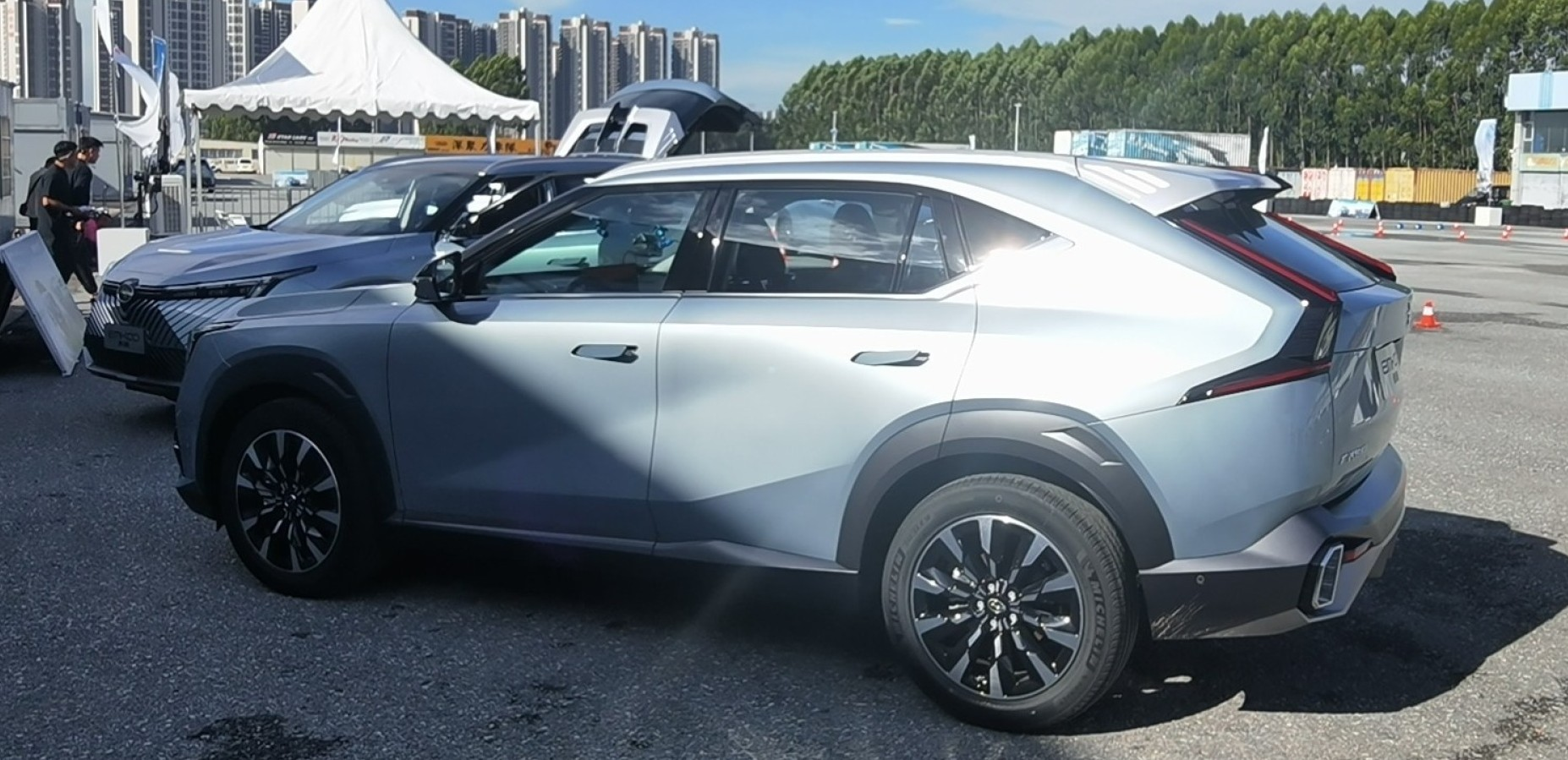
Вид сбоку

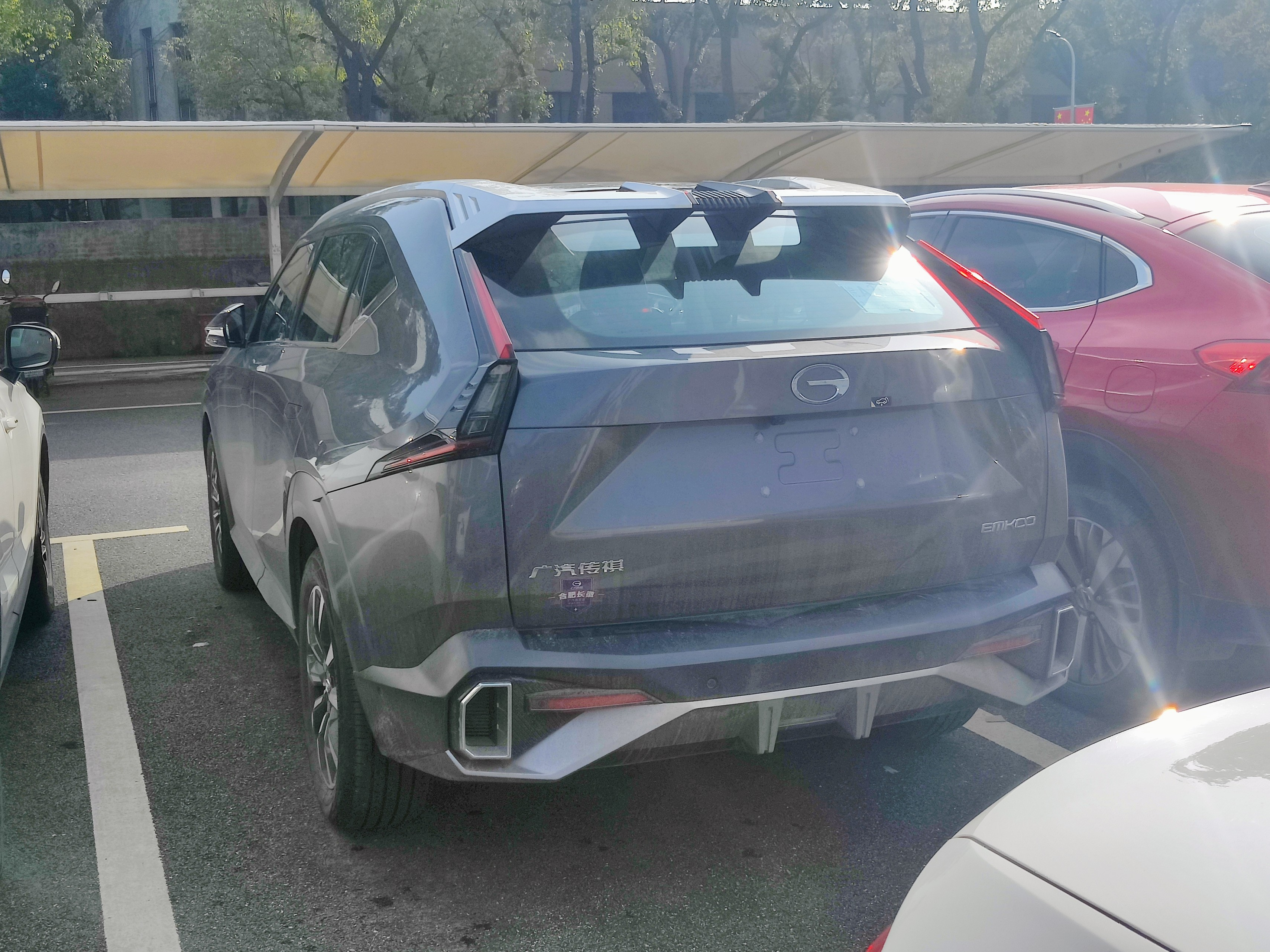
Вид сзади

GAC Emkoo (кит.: 影酷; пиньин: Yǐngkù) — компактный кроссовер, выпускаемый китайской компанией GAC Group с 2022 года.

## Описание
Автомобиль GAC Emkoo впервые был представлен в ноябре 2021 года на выставке Auto Guangzhou. Серийно автомобиль выпускается с апреля 2022 года. Продажи начались в августе 2022 года в Китае.

## Технические характеристики
Автомобиль GAC Emkoo оснащён 1,5-литровым двигателем внутреннего сгорания мощностью 177 л. с. и крутящим моментом 270 Н⋅м, который сочетается в паре с семиступенчатой трансмиссией с двойным сцеплением. Имеется и более производительный вариант с 2,0-литровым двигателем внутреннего сгорания мощностью 252 л. с. и крутящим моментом 400 Н⋅м, который сочетается с восьмиступенчатой автоматической трансмиссией. 
Также существует гибридный автомобиль с 2,0-литровым бензиновым мотором мощностью 140 л. с. и крутящим моментом 180 Н⋅м, который не имеет прямой связки с колёсами, а выполняет роль генератора для электродвигателя мощностью 180 л.с. (крутящий момент 300 Н⋅м) — такая схема работы позволяет снизить затраты на топливо в полтора-два раза.